# Ugia roseata
Ugia roseata là một loài bướm đêm trong họ Erebidae.